# Viggo Sjøqvist
Viggo Sjøqvist (5. juni 1913 på Frederiksberg – 13. marts 2003) var en dansk historiker og arkivar.
Viggo Sjøqvist der var ansat ved Udenrigsministeriets arkiv har skrevet en lang række biografier om politiske skikkelser i dansk historie. Bl.a. Peter Vedel 1823-1911 (2 bind, 1957-1962), Erik Scavenius – En biografi (2 bind, 1973) og Peter Munch : Manden – Politikeren – Historikeren (1976).
Han har desuden udgivet bogen om Danmarks udenrigspolitik 1933-1940 (1966).
I 1966 blev han medlem af Det kongelige danske Selskab for Fædrelandets Historie hvor han desuden fungerede som sekretær 29. januar 1970 – 14. februar 1980 (han fungerede til 1. september 1980 da hans afløser Kai Hørby var på en længere udlandsrejse.)
Han blev Ridder af Dannebrogordenen 1953 og Ridder af 1. grad 1962.